# Gentleman : Mode d'emploi
Gentleman : Mode d'emploi (How to Be a Gentleman) est une série télévisée américaine en neuf épisodes de 22 minutes créée par David Hornsby (en) dont trois épisodes ont été diffusés entre le 29 septembre et le 15 octobre 2011 sur le réseau CBS, et au Canada en simultané sur Global. Le reste des épisodes fut diffusé entre le 26 mai et le 23 juin 2012 sur CBS.
La série fut acquise par M6 mais a été diffusée entre le 3 et le 17 août 2013 sur Paris Première. Néanmoins, elle reste inédite dans les autres pays francophones.

## Synopsis
Andrew Carlson, un chroniqueur tendu, renoue avec un ancien camarade de lycée, Bert Lansing, afin qu'il lui apprenne à devenir un gentleman.

## Distribution

### Acteurs principaux
- David Hornsby (en) (VF : Antoine Schoumsky) : Andrew Carlson
- Kevin Dillon (VF : Boris Rehlinger) : Bert Lansing
- Dave Foley (VF : Jérôme Berthoud) : Jerry Dunham
- Mary Lynn Rajskub (VF : Patricia Marmoras) : Janet
- Nancy Lenehan (VF : Véronique Rivière) : Diane Carlson
- Rhys Darby (VF : Laurent Morteau) : Mike

- Version française :
  - Société de doublage : Libre Film
  - Directeur artistique : Martin Brieuc

Source VF : Doublage Séries Database

### Invités
- Abigail Spencer : Lydia (épisode 1)
- Todd Stashwick : Donny (épisode 1)
- Lance Krall : Craig (épisode 1)
- Elizabeth Bogush (en) : Thea (épisode 2)
- Demetrius Grosse (en) : OFC Simms (épisode 2)
- Erinn Hayes : Lauren (épisodes 3 et 8)
- Scott MacArthur : Tom (épisodes 3 et 8)
- Lisa Banes : Madeline (épisode 3)
- Kaitlyn Black (en) : Tabitha (épisode 3)
- Jessica St. Clair : Pam (épisode 3)
- Marisa Coughlan : Candice (épisode 4)
- Elizabeth Ho : Robyn (épisode 4)
- Fiona Gubelmann : Amy (épisodes 5 et 6)
- Gary Anthony Williams : Sammy (épisode 5)
- Bill Smitrovich : Clyde (épisode 5)
- Bella Dayne : Brunette (épisode 7)
- Christine Woods : Melissa (épisode 9)
- Desi Lydic : Chelsea (épisode 9)

## Production
À la fin janvier 2011, CBS commande un pilote pour le projet de David Hornsby, dans lequel il tient le rôle principal.
Le casting principal débute le mois suivant, dans cet ordre : Nancy Lenehan, Dave Foley, Rhys Darby, Kevin Dillon et Mary Lynn Rajskub.
Le 16 mai 2011, la série est commandée et annonce deux jours plus tard lors des Upfronts qu'elle sera diffusée les jeudis (après The Big Bang Theory) à l'automne.
Faute d'audience décevante après la diffusion du deuxième épisode, CBS met un terme à la production le 7 octobre, alors en cours du tournage du neuvième épisode, et a déplacé la série au samedi soir, annulant la série. Le 15 octobre, immédiatement après la diffusion du samedi du troisième épisode, CBS retire la série de la grille. Les six épisodes restants ont été diffusés les samedis du 26 mai au 23 juin 2012.

## Épisodes
1. Comment être un vrai mec (Pilot)
2. Comment résister à la tentation (How to Have a One-Night Stand)
3. Comment assister au mariage de son ex (How to Attend Your Ex-Fiancee's Wedding)
4. Comment partager une conquête (How to Share a Relationship)
5. Comment libérer nos brouillons intimes (How to Be Draft Andrew)
6. Comment ne pas craquer sur son assistante (How to Dip Your Pen in the Company Ink)
7. Comment supporter la petite-amie de son boss (How to Get Along With Your Boss's New Girlfriend)
8. Comment s'éclater à Vegas (How to Upstage Thanksgiving)
9. Comment sortir avec une mannequin (How to Be Shallow)